# San Francisco Chinameca
San Francisco Chinameca è un comune del dipartimento di La Paz, in El Salvador.